# Copăcioasa, Gorj
Copăcioasa este un sat în comuna Scoarța din județul Gorj, Oltenia, România. Este localitate componentă a comunei Scoarța din anul 1950, când în urma aplicării prevederilor Legii 5/1950 se desființează comuna cu același nume.
În anul 1864 se înființează comuna, care a avut o existență neîntreruptă până în anul 1950. În funcție de legile administrative comuna a avut în componență satele Copăcioasa, Cerătu de Copăcioasa, Lintea, Pișteștii din Deal și Scoarța.
Prima atestare documentară a localității este la data de 13 octombrie 1591 (Documenta Romaniae Historica B Țara Românească, vol 6 pag. 22-23, doc nr 26) 
 Acest articol despre o localitate din județul Gorj este deocamdată un ciot. Puteți ajuta Wikipedia prin completarea lui.